# 1788
Промислова революція •  Просвітництво • Російська імперія

## Геополітична ситуація
Османську імперію очолює султан Абдул-Гамід I (до 1789). Під владою османів перебувають Близький Схід та Єгипет, Середземноморське узбережжя Північної Африки, частина Закавказзя, значні території в Європі: Греція, Болгарія і Сербія. Васалами османів є Волощина та Молдова.
Священна Римська імперія охоплює, крім німецьких земель, Угорщину з Хорватією, Трансильванію, Богемію, Північну Італію, Австрійські Нідерланди. Її імператор — Йосиф II (до 1790). У Пруссії править Фрідріх-Вільгельм II (до 1797).
У Франції королює Людовик XVI (до 1792). Франція має колонії в Північній Америці та Індії. В Іспанії Карла III змінив Карл IV (до 1808). Королівству Іспанія належать південь Італії, Нова Іспанія, Нова Гранада, Віцекоролівство Перу, Внутрішні провінції та Віцекоролівство Ріо-де-ла-Плата в Америці, Філіппіни. У Португалії королює Марія I (до 1816). Португалія має володіння в Бразилії, в Африці, в Індії, в Індійському океані й Індонезії. На троні Великої Британії сидить Георг III (до 1820). Британія має колонії в Північній Америці, на Карибах та в Індії.
Сполучені Штати Америки, займають територію колишніх 13 британських колоній, територія на півночі північноамериканського континенту належить Великій Британії, територія на півдні та заході — Іспанії й Франції.
Північ Нідерландів займає Республіка Об'єднаних провінцій. Вона має колонії в Америці, Індонезії, на Формозі та на Цейлоні. Король Данії та Норвегії — Кристіан VII (до 1808), на шведському троні сидить Густав III (до 1792). На Апеннінському півострові незалежні Венеціанська республіка та Папська область. Король Речі Посполитої — Станіслав Август Понятовський (до 1795). У Російській імперії править Катерина II (до 1796).
Україну розділено між трьома державами. Королівство Галичини та Володимирії належить Австрії. По Дніпру проходить кордон між Річчю Посполитою та Російською імперією. Лівобережна частина розділена на Київське намісництво, Чернігівське намісництво, Новгород-Сіверське намісництво, Новоросійську губернію та Харківське намісництво. Задунайська Січ існує під протекторатом Османської імперії. Крим є частиною Російської імперії.
В Ірані править династія Зандів. Імперія Маратха контролює значну частину Індостану. Зростає могутність Британської Ост-Індійської компанії. У Бірмі править династія Конбаун. У Китаї володарює Династія Цін. У Японії триває період Едо.

## Події

### В Україні
- У Львові засновано Ставропігійський інститут.
- Засновано Миколаївське адміралтейство та Миколаївський суднобудівний завод
- Російсько-турецька війна:
  - У червні російський флот, до складу якого входила Чорноморська козацька флотилія, здобув перемогу над турецьким флотом у морській битві під Очаковим.
  - 14 липня Чорноморський флот Російської імперії завдав поразки турецькому флоту біля Фідонісі.
  - У вересні турки здали Хотин російсько-австрійським військам.
  - У грудні росіяни взяли штурмом Очаків.

### У світі
- 1 січня заснована у 1785 році Джоном Волтером англійська газета «The Daily Universal Register» після 940 випусків перейменована у «The Times».
- Почалася колонізація Австралії. Супротив аборигенів привів до пограничної війни.
- Російсько-турецька війна:
  - 9 лютого Австрія вступила у війну на боці Росії й ввела війська у Молдову.
  - 17 вересня австрійська армія самознищилася в битві біля Карансебеша.
- У червні почалася російсько-шведська війна, знана як війна короля Густава III.
  - Данія, виконуючи зобов'язання союзника Росії, почала зі Швецією війну, яка дістала назву Театральної.
- 8 серпня французький король Людовик XVI згодився скликати в березні наступного року Генеральні штати, вперше з 1614.
- У жовтні король Великої Британії Георг III почав втрачати глузд.
- 11 з 13 американських штатів ратифікували Конституцію США. Почалися вибори.
- 14 грудня помер король Іспанії Карл III. Його спадкоємцем став син Карл IV.

### Наука та культура
- Жозеф Луї Лагранж опублікував у Парижі «Mécanique analytique», започаткувавши механіку Лагранжа.
- Джеймс Едвард Сміт заснував Лондонське Ліннеївське товариство.
- Медаль Коплі отримав британський медик Чарлз Блегден.
- 10 травня засновано шведський Королівський драматичний театр.
- Опублікована «Критика практичного розуму» Іммануїла Канта.
- Моцарт написав 39, 40 та 41 симфонії.

### Засновані
- Вірджинія
- Джорджія
- Південна Кароліна
- Коннектикут
- Массачусетс
- Мериленд
- Нью-Гемпшир
- Нью-Йорк (штат)
- Королівство Таїті
- Колонія Новий Південний Уельс
- Яніна (пашалик)

## Народились
див. також Категорія:Народились 1788
- 22 січня — Байрон Джордж Гордон, англійський поет-романтик
- 5 лютого — Роберт Піл, британський державний діяч, прем'єр-міністр (1834—1835, 1841-1846 рр.)
- 22 лютого — Артур Шопенгауер, німецький філософ-ідеаліст
- 10 травня — Огюстен Жан Френель, французький фізик
- 20 вересня — Фадей Фадейович Беллінсгаузен, російський мореплавець, керівник експедиції, під час якої була відкрита Антарктида (1820)
- 3 листопада — Михайло Петрович Лазарєв, російський учений-мореплавець і військово-морський діяч.

## Померли
див. також Категорія:Померли 1788